# Battaglia di Sanct-Hermagor
La battaglia di Sanct-Hermagor è stato uno scontro avvenuto il 18 settembre 1813 tra le forze franco-italiani del generale Piat e quelle austriache del generale Eckhardt. La vittoria costrinse i napoleonici ad arretrare prima verso Villaco e poi in direzione di Tarvisio, sebbene in maniera solo temporanea. 

## Contesto storico
Nel 1812, Napoleone tentò di invadere la Russia con la Grande Armée, cercando di costringere lo zar a riprendere parte al blocco continentale. Purtroppo, i piani dell'imperatore francese non diedero i frutti sperati: il suo esercito uscì stanco, decimato e più debole che mai dall'impresa. Le altre nazioni uscite sconfitte dalle precedenti guerre con Napoleone decisero di agire contro i francesi, sfruttando l'attimo: dopo alcuni intensi mesi di lotta in Germania e Polonia, le due parti aderirono ad un armistizio proposto dall'Austria. Ad agosto, scaduti i termini dell'accordo, gli austriaci entrarono in guerra contro la Francia.
Napoleone aveva intuito le intenzioni degli austriaci ed aveva inviato in Italia, luogo in cui si sarebbe aperto un secondo fronte, il proprio figliastro, Eugenio di Beauharnais, ordinando lui di allestire un esercito e dirigere la resistenza contro le armate austriache che avrebbero tentato l'invasione della regione.

## Antefatti
Scaduto l'armistizio in agosto, gli scontri tra le due forze di concentrarono nelle Province Illiriche ed in Carinzia. Eugenio divise le sue forze in tre corpi d'armata: il primo, guidato dal generale Grenier, si diresse verso la Carinzia; il secondo, comandato dal generale Verdier, si avviò verso Tarvisio per garantire le comunicazioni tra le due ali mentre il terzo, quello del generale Pino, si diresse verso Lubiana. Dopo aver raggiunto Tarvisio, le forze del generale Grenier si spinsero verso Villaco, che strapparono dagli austriaci nei primi giorni di agosto. Dopo un paio di settimane, le forze di Grenier cercarono e trovarono il nemico nei pressi di Feistritz: soverchiati dalla superiorità numerica e tattica dei franco-italiani, gli austriaci del generale Vécsey furono costretti alla fuga, regalando all'esercito napoleonico il momentaneo controllo di tutta la Carinzia. L'iniziativa acquisita da Eugenio, però, fu di breve durata. Mentre il generale Bellotti si spostava lungo la Sava per raggiungere il passo di Loibl e tagliare le linee di comunicazione tra l'ala sinistra ed il centro dell'esercito austriaco, le sue forze furono intercettare e colte in un imboscata, tesa loro dal generale Fölseis: l'intera brigata fu catturata, incluso lo stesso Bellotti.

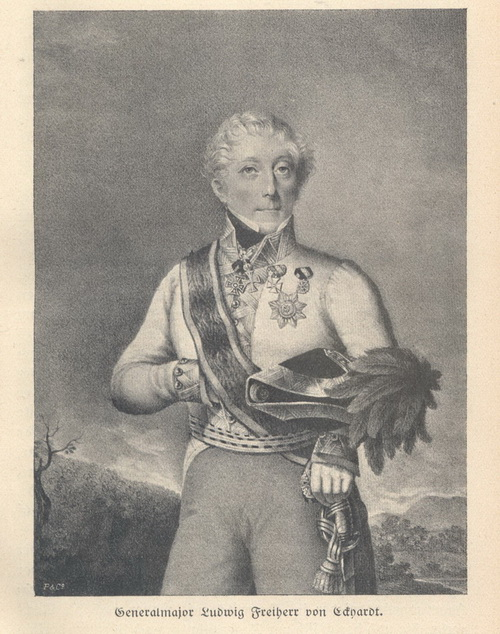
Il generale Eckhardt

Improvvisamente non solo l'intera situazione in Slovenia si complicava notevolmente ma anche la posizione dei napoleonici in Austria si complicava: senza il pieno controllo del passo di Loibl, che avrebbe permesso una rapida comunicazione con Lubiana, gli uomini di Verdier e di Grenier erano in un territorio ostile, potenzialmente circondati da tre lati da forze nemiche e la loro unica via di fuga rimasta era la sella di Camporosso. Si presentò quindi un'occasione potenzialmente favorevole agli austriaci: se fossero riusciti ad aggirare l'armata di Grenier e bloccare l'unica via di fuga verso l'Italia avrebbero potuto facilmente sconfiggerla. Per evitare questo scenario, Verdier inviò a Sanct-Hermagor il generale Piat: così facendo, le retrovie dell'ala sinistra di Eugenio sarebbero state coperte e le comunicazioni tra i reparti austriaci sarebbero state minacciate. In quegli stessi giorni, il comandante Hiller stava considerando di passare all'offensiva: alla sua estrema destra Bonfanti si era ritirato da Bressanone, permettendo a Fenner di riposizionarsi e supportare la brigata di Eckhardt, impegnata nella valle del Gail. Fenner si era diretto verso Mauthen mentre Eckhardt aveva occupato il passo di Kreuzberg, lasciando un distaccamento, al comando del tenente colonnello Mumb, a Sanct-Hermagor, molto più a sinistra di Villaco, in una zona relativamente tranquilla. Queste forze vennero successivamente rafforzate dal reggimento Jelačić.
Le forze di Mumb e di Piat si trovarono faccia a faccia per la prima volta nei giorni 14 e 15 settembre, quando i loro avamposti si contesero la cittadina. Inizialmente furono gli austriaci a mantenere il villaggio, salvo poi abbandonarlo per ricongiungersi con Eckhardt di fronte all'arrivo dell'intera brigata del generale Piat nei due giorni successivi. Era comunque evidente che la linea francese fosse troppo estesa per le forze a loro disposizione: il 17 settembre, Hiller mandò un dispaccio al comandante della sua ala destra, Frimont, dicendo di "tenersi pronti all'offensiva". Seguendo le istruzioni impartite da Frimont, che riteneva favorevole il movimento del tenente colonnello Mumb, Eckhardt preparò i suoi uomini per riprendere il possesso della cittadina: Eckhardt si sarebbe mosso verso Spittal, facendo una dimostrazione su Paternion mentre Mumb, opportunamente rafforzato, si sarebbe diretto su Sanct-Hermagor.

## La battaglia

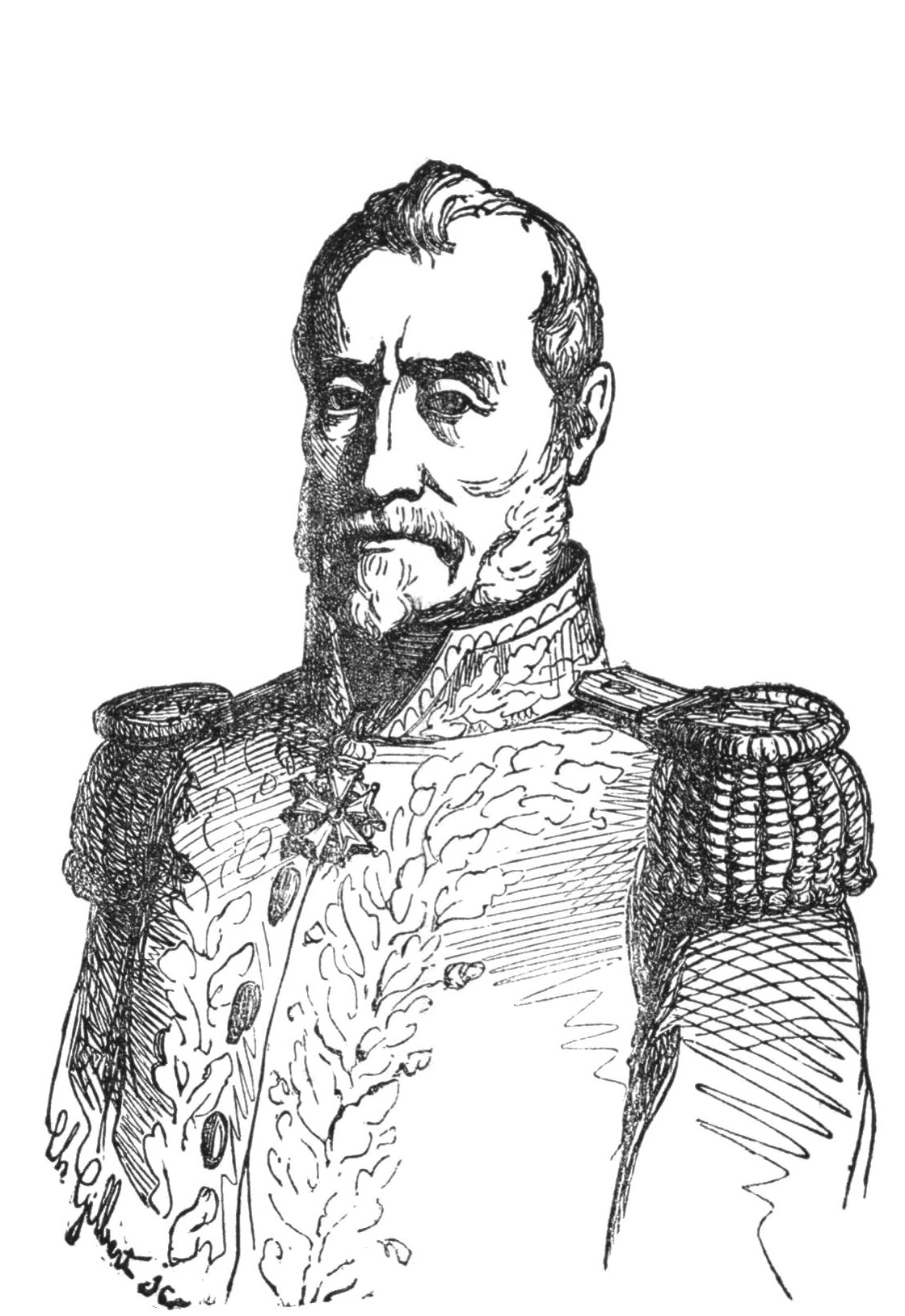
Il generale Piat

Mumb si mise in marcia verso Sanct-Hermagor passando da Weissbriach lungo la strada principale. Si era premurato di coordinarsi con il capitano Pirquet, che, con un distaccamento composto da tre compagnie di fanteria e un plotone di ussari, doveva marciare sulle alture passando per Sanct-Lorenzen e Radnig, in modo da colpire il fianco e il retro delle posizioni francesi. Tuttavia, l’avanguardia della colonna principale di Mumb e la sua riserva, formata da quattro compagnie, attaccarono invano la posizione tenuta da Piat. Quest’ultimo, reagendo, spinse avanti un battaglione schierato in linea e supportato da altri due battaglioni in massa, affrontando direttamente il corpo principale austriaco. Fortunatamente, il capitano Biro degli ussari di Frimont notò la minaccia incombente e senza attendere ordini, che non sarebbero comunque arrivati in tempo, prese l’iniziativa: caricò gli schermagliatori francesi, li mise in fuga e impedì loro di riorganizzarsi. Questo intervento permise a Mumb di ristabilire l’ordine nella propria colonna e rinnovare l’offensiva, fino all’arrivo del distaccamento di Pirquet sulla sinistra. Nel frattempo, il generale francese Piat, troppo concentrato a difendersi lungo la strada del passo di Kreuzberg, aveva trascurato di esplorare il proprio fianco destro e di occupare le alture strategiche che dominavano Sanct-Hermagor. Quando si accorse che la colonna di Pirquet stava ormai per colpirlo alle spalle, era troppo tardi: dovette interrompere il combattimento e avviare una ritirata precipitosamente verso Arnoldstein, passando per Obervellach e Untervellach. Quella strada aggirava proprio l’altura dove Pirquet si era appena posizionato. Dopo aver ordinato alla sua avanguardia di proseguire il movimento e congiungersi al corpo principale, Piat si inoltrò con il resto delle truppe attraverso i boschi dell’Eichforst, puntando su Nieder-Vellach.

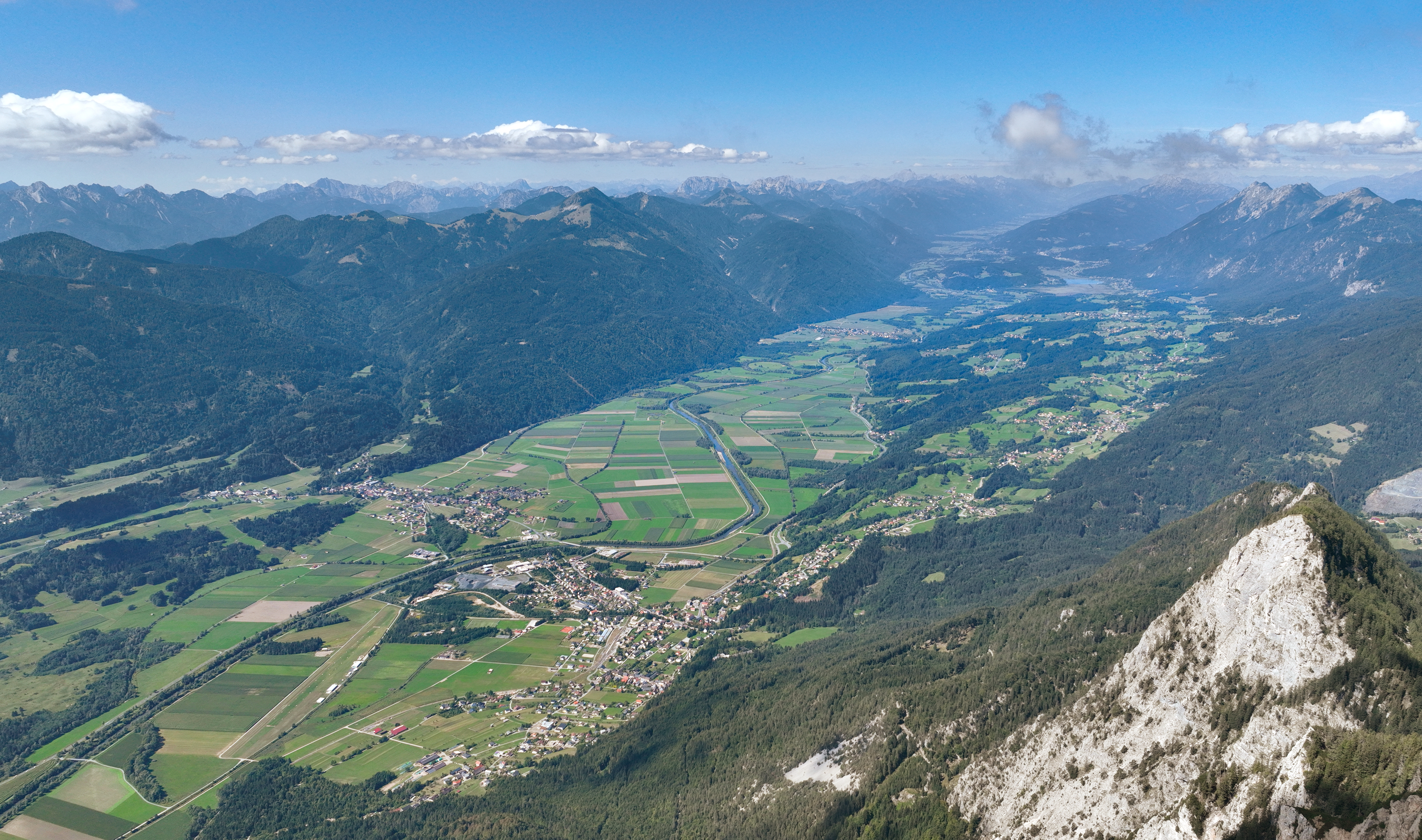
Panoramica della Gailtal

Dopo un’ora e mezza di marcia forzata, rallentata da una pioggia torrenziale, Mumb riuscì a occupare Nieder-Vellach prima della colonna francese, che avanzava serrata. Approfittando della scarsa visibilità causata dalla pioggia, Pirquet condusse il suo distaccamento in un campo di grano, giungendo inosservato a soli 80–100 passi dai francesi. Fece passare una parte della colonna nemica, poi attaccò con una carica alla baionetta, dando ordine di aprire il fuoco solo quando i suoi uomini fossero penetrati tra le fila nemiche. I francesi, i cui fucili erano inutilizzabili per l’umidità e le munizioni bagnate, non poterono reagire e si dispersero in una fuga disordinata. Pirquet, montato nuovamente a cavallo nonostante due ferite da baionetta, si lanciò con due ussari verso una bandiera francese, riuscendo a catturarla. In seguito ordinò a due delle sue compagnie di inseguire i nemici in fuga, mentre una terza doveva bloccare la strada da Sanct-Hermagor. Raggiunto da quattro ussari di Mumb, e certo ormai che non c’erano più truppe francesi alle spalle, Pirquet si unì al grosso delle sue truppe e proseguì l’inseguimento per un’altra ora, contribuendo a completare la rotta francese. Il generale Piat, seguito da pochi cacciatori a cavallo e alcune compagnie ancora combattive, fuggì al trotto. Pirquet intendeva proseguire fino a Förolach per catturarlo, ma ricevette l’ordine da Mumb di fermarsi e rientrare a Sanct-Hermagor. Piat riuscì a fuggire e a raggiungere Arnoldstein, dove il generale Verdier prese il comando del grosso delle forze rimaste.

## Bilancio e conseguenze
Piat aveva perso i suoi bagagli, i cavalli, 200 uomini tra morti e feriti, due bandiere e circa 300 prigionieri, tra cui tre comandanti di battaglione. Ad Arnoldstein, il generale Verdier prese il comando del grosso delle forze rimaste.
La riconquista di Sanct-Hermagor ebbe conseguenze rilevanti: permise al generale Fenner di rioccupare San Candido, Dobbiaco e Bressanone il giorno successivo, dopo che la ritirata temporanea di Mumb lo aveva costretto ad abbandonare Lienz. Inoltre, rassicurò Hiller, che temeva un fallimento lungo il fiume Gail. Inizialmente, Verdier temeva che la posizione delle sue truppe fosse compromessa ed iniziò ad evacuare Villaco e a ripiegare su Tarvisio. Fu solo grazie ad un dispaccio, giunto al generale Grenier, che garantiva la presenza della brigata Campi nell'alta valle della Sava che i napoleonici capirono che la loro posizione era ancora stabile e tornarono sui propri passo.